# Ласло Нађ
Ласло Нађ (мађ. Nagy László; Бужак, 21. октобар 1949) је мађарски фудбалер у пензији који је играо за Ујпешти Дожу. Нађ је најпознатији по учешћу у мађарском тиму који је освојио златну медаљу на Летњим олимпијским играма 1968. и по игрању на Светском првенству у фудбалу 1978. године. За репрезентацију Мађарске одиграо је 25 утакмица и постигао 7 голова. Такође је играо сезону за ФК Локарно.
Након играчке каријере, Нађ је постао тренер, управљајући ФК Ујпешт од 1996. до 1997. године.

## Каријера

### Клуб
Године 1962. почео је да игра фудбал у фудбалском тиму Фоњод, да би 1965. године прешао у Ујпешт Дожу, где је доживео највећи успех у каријери. Његов први успех у сениорској конкуренцији била је златна медаља освојена на Олимпијским играма 1968. у Мексико Ситију. Први пут је постао шампион Мађарске 1969. године, који је са Дожом освојио шест пута узастопно, а укупно девет пута је власник шампионске титуле Мађарске. Поред тога, петоструки победник МНК [1969, 1970, 1975, 1982. и 1983.]. Играо је на 355 мечева у првој мађарској лиги. После мањих неуспеха 1978. и 1979. поново је био шампион Мађарске са Дожом, одн. 1982. постала је победа МНК. Напустио је Ујпешту 1983. године, а затим је годину дана провео у швајцарском тиму Локарно.

### Репрезентација
За фудбалску репрезентацију Мађарске је први пут заиграо 1968. године, за Олимпијски тим а за А репрезентацију 1970. године. Године 1974. био је члан омладинског тима шампиона Европе.  У репрезентацији Мађарске наступио је двадесет пет пута.